# Silene chaetodonta
Silene chaetodonta är en nejlikväxtart som beskrevs av Pierre Edmond Boissier. Silene chaetodonta ingår i släktet glimmar, och familjen nejlikväxter. Inga underarter finns listade i Catalogue of Life.